# Devikshatri
Devikshatri, var en drottning av Kambodja som gift med Baraminreachea (kung 1566–1576). Hon spelade en viktig politisk roll som änkedrottning, och medverkade till att uppsätta två kungar på tronen på eget initiativ, 1600 och 1603. 
Hon var gift med kung Baraminreachea, och blev mor till kung Satha I. 
När hennes sonson Barom Reachea III avled år 1600, övertalade hon ministrarna att uppsätta hennes sonson Kaev Hua I, tredje son till hennes son Satha I, på tronen. År 1603 drog hon tillbaka sitt stöd för Kaev Hua I. Hon övertalade Thailand att släppa hennes styvson Srei Soriyopear, som hon ansåg mer värdig tronen. Hon övertalade sedan ministrarna att stödja hennes plan att ersätta Kaev Hua I med Srei Soriyopear, sammankallade hela hovet och erbjöd tronen till den senare, som accepterade den. 